# Heyyy, It's the King!
Trapaleão (Heyyy, It's The King no original, em inglês) é um desenho da Hanna-Barbera que fazia parte do show da Ursuat. Estreou em 1977 e teve uma temporada com 13 episódios.

## Personagens[1]
- Trapaleão (uma versão leonina do Arthur Fonzarelli)
- a toupeira Risonho (que aparece trajando um blusão de moleton e um chapéu panamá)
- Pesado (o hipopótamo beatnik)
- Jamanta (o gorilão atleta e filhinho-de-papai)
- o jacaré Biela (que tem os cabelos cacheados e usa um balde como chapéu)
- Xuxú (a leoa cheerleader)
- Zelda (a ema cheerleader)

## Episódios

### Nomes Originais(em inglês)
1. The Blue Kangaroo
2. The First King on Mars
3. The Riverbed 5000
4. Surf's Up
5. The King and his Jokers
6. Hot Gold Fever
7. The Carnival Caper
8. The Unhappy Heavy Hippo
9. The King for Prez
10. Snowbound Safari
11. The Great Billionaire Chase Case
12. Boat Fever
13. Go For it King

## Dubladores

### Nos Estados Unidos
- Trapaleão: Lennie Weinrib
- Risonho: Lennie Weinrib
- Pesado: Sheldon Allman
- Jamanta: Don Messick
- Biela: Marvin Kaplan
- Xuxu: Ginny McSwain
- Zelda: Susan Silo

### No Brasil
- Trapaleão: Silvio Navas (nos últimos episódios Issac Bardavid)
- Risonho: Ionei Silva
- Pesado: Paulo Flores
- Jamanta: Airton Cardoso
- Biela: Waldir Fiori
- Xuxu: Anilza Leoni
- Zelda: Adalmária Mesquita